# Corpus canonum
Corpus canonum („Korpus oder Sammlung von Kanones“) ist eine Bezeichnung, die für verschiedene Kanones-Sammlungen der Spätantike gebräuchlich war. In den griechischen Quellen der Spätantike meinte der Ausdruck eine Sammlung von Konzilskanones, vor allem der Beschlüsse der ökumenischen Konzilien. In der Neuzeit wurden mehrere spätantike Sammlungen als Corpus canonum bezeichnet, oft, um deren hohe Autorität zu unterstreichen.
Die Collectio LX titulorum bzw. ihre Vorstufe wurde im 4. Jahrhundert wahrscheinlich als Σύνταγμα κανόνων und analog dazu in der älteren Forschung als Corpus canonum (orientale) bezeichnet. Für eine andere frühe Sammlung waren nacheinander Corpus canonum Romanum primum, Corpus canonum Africanum und heute Corpus canonum Africano-Romanum üblich. Pierre Pithou nannte die Dionysio-Hadriana das Corpus canonum der Alten Kirche. In mittelalterlichen Quellen kann der Ausdruck sowohl Kanones im allgemeinen als auch spezifische Sammlungen meinen.
In ähnlicher Weise bezeichnete Pasquier Quesnel die heute nach ihm benannte Quesnelliana als Codex canonum ecclesiasticorum et constitutorum sanctae sedis apostolicae, um ihren angeblichen Charakter als verbindliches Rechtsbuch für die ganze Westkirche auszudrücken.